# NWA Mid-Atlantic Women's Championship
L'NWA Mid-Atlantic Women's Championship è stato un titolo di wrestling promosso prima dalla Mid Atlantic Championship Wrestling, affiliata della National Wrestling Alliance (NWA).
Il titolo fu attivo a più riprese dal 2000 al 2012.

## Storia
Il titolo fu introdotto nel 2000 dalla Mid Atlantic Championship Wrestling, federazione che raccoglieva diversi promoter indipendenti affiliati alla National Wrestling Alliance nel territorio, e senza alcun legame con la Mid-Atlantic Championship Wrestling attiva tra gli anni '70 e '80 (e che sarebbe diventata la Jim Crockett Promotions prima e la World Championship Wrestling poi).
Il titolo smise di essere promosso una prima volta nel corso del 2000, per poi essere riattivato nel 2009 e rimanere attivo fino al 2012, quando la federazione terminò la sua affiliazione con la NWA.

## Albo d'oro
| Legenda  |                                                                               |
| -------- | ----------------------------------------------------------------------------- |
| #        | Indica il numero del regno titolato                                           |
| Regno    | Viene indicato il numero del regno del campione                               |
| Data     | La data in cui il titolo è stato vinto                                        |
| Località | Indica il luogo in cui il titolo è stato vinto                                |
| Note     | Indica notizie particolari riguardanti i cambi di titolo o altre informazioni |

| # | Campione          | Regno | Data              | Giorni | Località                         | Evento     | Note                                                                                               | Fonti |
| - | ----------------- | ----- | ----------------- | ------ | -------------------------------- | ---------- | -------------------------------------------------------------------------------------------------- | ----- |
| 1 | Leilani Kai       | 1     | 12 febbraio 2000  | 47     | Denver, Carolina del Nord        | House show | In un torneo per decretare la campionessa inaugurale, sconfiggendo in finale Strawberry Fields.    |       |
| 2 | Strawberry Fields | 1     | 30 marzo 2000     | 20     | Doha, Kuwait                     | House show | |       |
| 3 | Leilani Kai       | 2     | 19 aprile 2000    | 150    | Okinawa, Giappone                | House show | |       |
| 4 | Strawberry Fields | 2     | 16 settembre 2000 | 77     | Fairbanks, Alaska                | House show | |       |
| 5 | Leilani Kai       | 3     | 2 dicembre 2000   | --     | --                               | --         | Kai vinse il titolo a tavolino in seguito ad un infortunio di Fields.                              |       |
| — | Vacante           | —     | 2001              | —      | —                                | —          | Il titolo fu reso vacante per motivi non noti.                                                     |       |
| — | Disattivato       | —     | 2001              | —      | —                                | —          | Il titolo smise di essere promosso ed è considerato disattivato                                    |       |
| 6 | Krissy Vaine      | 1     | 12 settembre 2009 | 210    | Rutherfordton, Carolina del Nord | House show | In uno spareggio per riassegnare il titolo riattivato contro Jayne Jameson.                        |       |
| 7 | Jayne Jameson     | 1     | 10 aprile 2010    | --     | Gastonia, Carolina del Nord      | House show | |       |
| — | Disattivato       | —     | 2012              | —      | —                                | —          | Il titolo fu disattivato quando la MACW terminò l'affiliazione con la National Wrestling Alliance. |       |